# 小松島線
小松島線（こまつしません）は、かつて徳島県小松島市の中田駅から同市内の小松島駅までを結んでいた日本国有鉄道（国鉄）の鉄道路線（地方交通線）である。国鉄路線として最も営業キロが短い路線として知られていた。
1980年（昭和55年）の日本国有鉄道経営再建促進特別措置法（国鉄再建法）施行を受けて翌年に第1次特定地方交通線に指定され、1985年（昭和60年）3月14日に全線が廃止となった。

## 路線データ
- 管轄：日本国有鉄道
- 区間（営業キロ）：中田 - 小松島（小松島港仮乗降場）(1.9km)
- 駅数：2（起点駅を含む。他に仮乗降場1）
- 軌間：1067mm
- 複線区間：なし（全線単線）
- 電化方式：なし（全線非電化）

## 歴史
小松島線は、和歌山・大阪・神戸と徳島を結ぶ紀和航路や阿摂航路の価値をより高めるために、遠浅で座礁しやすく大型船の入港が難しかった徳島港に代わって整備された小松島港と徳島間を鉄道で結び、利用増を目指して阿波国共同汽船（あわのくにきょうどうきせん）が建設した鉄道で、1913年（大正2年）の開業時から国が借上げて、小松島軽便線（こまつしまけいべんせん）として営業を開始した。1916年（大正5年）に、途中の中田を起点にして阿南鉄道（現・牟岐線）が開業。その翌年には、小松島軽便線は正式に買収・国有化され、1922年（大正11年）に徳島 - 小松島間が小松島線となった。1926年（大正15年）には小松島に検車区が新設され、1927年（昭和2年）には徳島機関庫が廃止され、小松島機関庫が設置されたが、この時期は小松島が重要になっていたために機能を集中させるのが得策だったためと考えられる。
1935年（昭和10年）には徳島 - 高松間に高徳線が開通、1936年（昭和11年）には操車の都合で徳島に小松島機関区徳島支区を設置。徳島港も浚渫工事が進められた結果、徳島 - 本州間の運輸ルートが多様化、小松島港も競争力を向上させる目的で、1940年（昭和15年）、小松島港利用旅客の乗り換え利便性を向上させるために、小松島駅構内の小松島港乗船場に近い場所に小松島港仮乗降場を開設してこれに対抗した。1961年（昭和36年）、徳島 - 中田間が分離のうえ牟岐線に編入され、それ以来「国鉄最短の鉄道路線」となった。またこの時、小松島機関区も廃止され、徳島支区は新設の徳島気動車区に吸収された。晩年に至るまで「よしの川」など徳島本線直通の優等列車が発着し、紀和航路を介して関西地区 - 四国の連絡路線の役割を果たした。また、小松島駅構内には小松島客貨車区および徳島気動車区の支区が設置され、徳島地区の交通の中枢となっていた。
しかしながら当線の主要な役割であった旅客船輸送は徳島港の浚渫など港湾整備の改良が進んだことから、共同汽船などすべての運航事業者は徳島市内中心部へのアクセスが便利な徳島港のみの就航となったため乗客は激減する。このため国鉄は1968年（昭和43年）制定の赤字83線に含め廃止の方針を見せるようになる。「徳島県が同意を受け入れた際には、日本鉄道建設公団A線（地方開発線）の阿佐東線（現・阿佐海岸鉄道阿佐東線）のうち、ほとんど完成状態であった海部 - 宍喰間を国鉄牟岐線として開業させる」という交換条件まで出されていたが、結果的に同意は得られなかった。1981年（昭和56年）に第1次特定地方交通線に指定、1985年（昭和60年）に廃線となった。
結果的に小松島港の船客輸送を目的として建設され、同港における船客輸送の衰退と運命を共にした形であった。当線廃止後も小松島港を発着していた南海フェリーも1999年（平成11年）に徳島港へ発着港を移し、現在小松島港を発着する船舶のほとんどが貨物船である。
廃止後は小松島市営バスに転換されたものの路線再編により廃止され、現在は徳島バスが南小松島駅より旧・小松島港駅付近へ至る路線を運行している。

### 沿革
- 1910年（明治43年）
  - 5月12日 : 阿波国共同鉄道に対し仮免許状が下付される（官線徳島停車場 - 勝浦郡小松島町間）。[3]
  - 10月22日 : 軽便鉄道に指定される[4]。
- 1913年（大正2年）4月20日 : 小松島軽便線（阿波国共同汽船借入） 徳島 - 小松島 (11.1 km) が開業し、二軒屋・地蔵橋・小松島の各駅が設置される[5]。
- 1916年（大正5年）12月15日 : 当線と分岐する線形で、阿南鉄道の中田 - 羽ノ浦間が開業し、中田駅が設置される。
- 1917年（大正6年）9月1日 : 小松島軽便線 徳島 - 小松島間が国に買収される[6][7]。
- 1922年（大正11年）9月2日 : 小松島線に改称[8]。
- 1931年（昭和6年）7月15日 小松島 - 阿波川島間で気動車の運行を開始する[9]。
- 1934年（昭和9年）9月20日 : 富田浦・丈六の各駅が設置される。
- 1940年（昭和15年）3月15日 : 小松島港仮乗降場が小松島駅構内に設置される（事実上の延伸）。
- 1941年（昭和16年）8月10日 : 富田浦駅が廃止される。丈六駅が休止される。
- 1961年（昭和36年）4月1日 : 小松島線の 中田 - 小松島（小松島港）(1.9 km) と徳島 - 中田間 (9.2 km) が分離され、後者が牟岐線に編入される。これに伴い、二軒屋・地蔵橋・（丈六）・中田の各駅が牟岐線所属となる。
- 1981年（昭和56年）9月18日 : 第1次特定地方交通線として、路線廃止が承認される。
- 1984年（昭和59年）2月1日 : 全線で、貨物営業を廃止する。
- 1985年（昭和60年）
  - 3月9日 - 3月13日 : 「さよなら小松島線」臨時列車が運行される。
  - 3月14日 : 全線 (1.9 km) が廃止され、小松島市営バスに転換。

## 駅一覧
全駅徳島県小松島市に所在。事業者名・路線名等は廃止時点のもの。
| 駅名             | 営業キロ | 営業キロ | 接続路線             |
| 駅名             | 駅間     | 営業     | 接続路線             |
| ---------------- | -------- | -------- | -------------------- |
| 中田駅           | -        | 0.0      | 日本国有鉄道：牟岐線 |
| 小松島駅         | 1.9      | 1.9      |                      |
| 小松島港仮乗降場 | (0.3)    | -        |                      |

## 廃線跡の状況

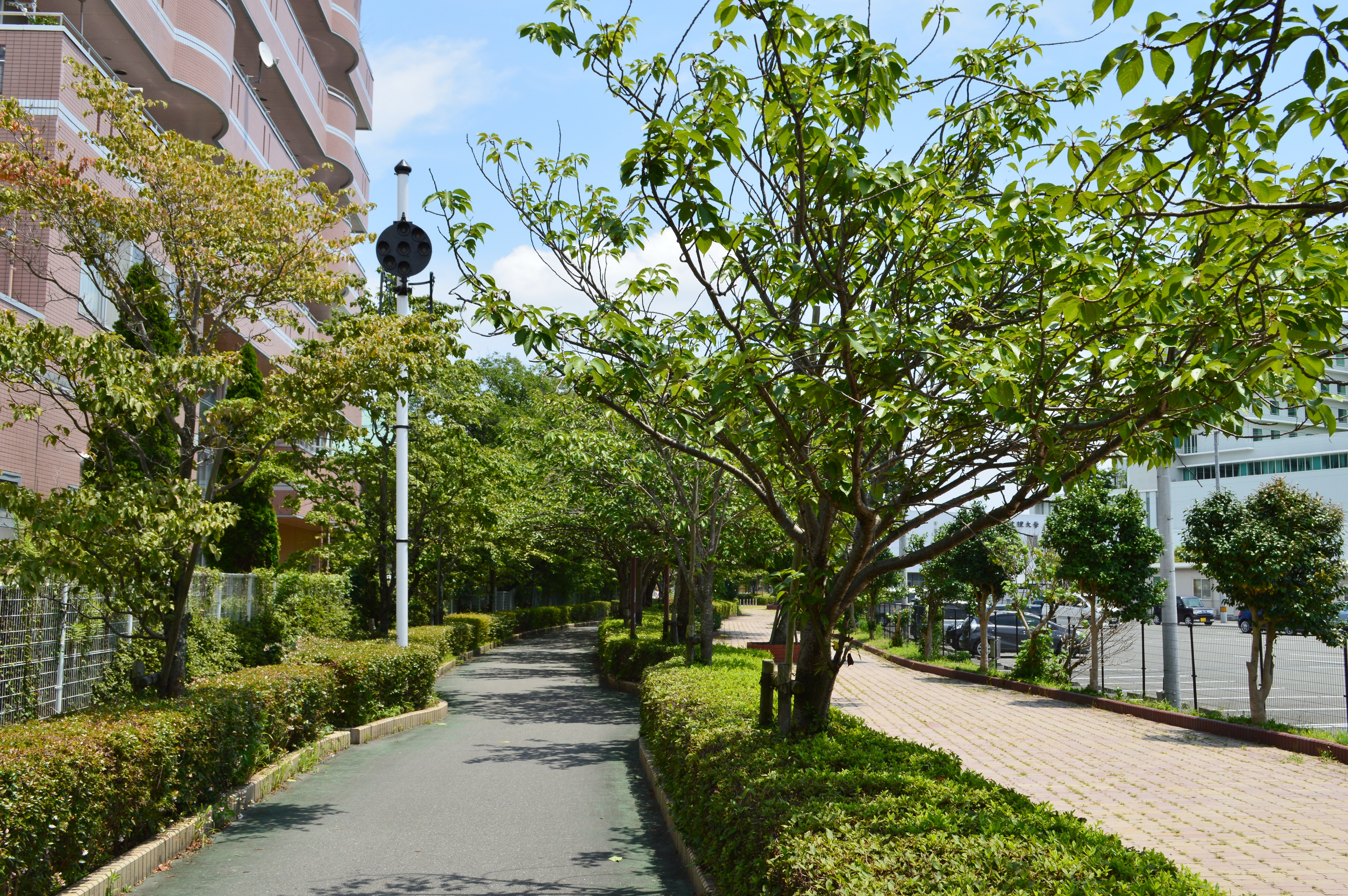
廃線跡（左に信号機）

廃線跡は中田駅から小松島駅跡地の小松島ステーションパークまで遊歩道として整備され、遊歩道脇の中継信号機に往時の面影を見ることができる。

## 小松島港仮乗降場の運賃取り扱い
当線は終点が仮乗降場となっている。通常、仮乗降場には営業キロが設定されず、仮乗降場発着の運賃は運賃計算経路の外方にある営業キロのある駅から（まで）の営業キロで計算するのが原則であるが、小松島港仮乗降場には運賃計算経路の外方に駅が存在しないので、小松島駅から（まで）の営業キロを用いて計算することになっていた。なお、小松島駅 - 小松島港仮乗降場間のみを乗車した場合の運賃については不明である。

## 営業係数
1982年（昭和57年）の衆院予算委員会の会議録によれば、小松島駅の取り扱い収入は年間で6,900万円であったが小松島線の乗車キロ分だけ分割し、2,200万円となった。小松島駅構内の車両基地の人員は機関区に71人、貨客車区には29人。小松島線の維持のため充当されていた人員は、“営業、運転、管理等含めましていまの基地の人数とか何かは別にいたしまして、直接その短い区間の仕事のために四十三人の人が配属されておる。”（高木文雄国鉄総裁の答弁）とのことである。小松島線の営業係数は1,572であった。

## 国鉄・JR最短路線の変遷
小松島線の廃止に伴い国鉄最短路線は貨物線の手宮線（全長2.8km）、旅客営業を行う路線に限れば香月線（全長3.5km）となった。香月線は小松島線廃止18日後の1985年（昭和60年）4月1日に、手宮線は同年11月5日に廃止されたため、貨物線の新湊線（当時全長3.6km）が国鉄・JR最短路線となり、旅客営業を行う路線では香月線廃止後は桜島線（当時全長4.0km）が最短路線となった。その後、1996年（平成8年）に宮崎空港線（全長1.4km）が開業し、これが現在に至るまで最短路線となっている。